# Mihai Ivăncescu
Mihai Ivăncescu (Hlyboka, 22 marzo 1942 – Brașov, 2 gennaio 2004) è stato un calciatore rumeno, di ruolo difensore.

## Carriera
Ha preso parte, insieme alla Nazionale di calcio della Romania, al campionato del mondo 1970.
Ivăncescu, nella nazionale di calcio della Romania, ha totalizzato 3 presenze.

## Palmarès

### Club

#### Competizioni internazionali
- Coppa dei Balcani per club: 1

Brașov: 1961